# Викуња
Викуња (лат. Vicugna vicugna) је једна од две врсте дивљих лама, поред гванака. Заједно са осталим врстама лама, припада породици Camelidae. Викуње су рођаци ламе и сада се верује да су дивљи предак домаћих алпака, које се узгајају због крзна. Викуње производе мале количине изузетно фине вуне, која је веома скупа јер се животиња може шишати само сваке три године и мора се хватати из дивљине. Када се исплете, производ од викуњине вуне је веома мекан и топао. Инке су високо цениле викуње због њихове вуне, и било је против закона да било кога осим краљевске породице да носи одећу од викуње; данас је викуња национална животиња Перуа и појављује се на перуанском грбу.
Под влашћу Инка и данас, викуње су биле заштићене законом, али су биле интензивно ловљене у међувремену. У време када су 1974. године проглашене угроженим, остало је само око 6.000 животиња. Данас се популација викуње опоравила на око 350.000 и иако су организације за заштиту смањиле ниво класификације угрожености, оне и даље позивају на активне програме очувања како би се популација заштитила од криволова, губитка станишта и других претњи.
Раније се сматрало да викуња није била припитомљена, а лама и алпака су се сматрале потомцима блиско сродног гванака. Међутим истраживање ДНК објављено 2001. показало је да алпака може водити порекло од викуње. Данас је викуња углавном дивља, али локални људи и даље изводе посебне ритуале са овим створењима, укључујући обред плодности.

## Опис
Викуња се сматра деликатнијом и грациознијом од гванака, и мањом. Кључни елемент морфологије који је раздваја је боље развијени корен секутића за гванако. Дуга, вунена длака викуње је мркожуте смеђе боје на леђима, док је длака на грлу и грудима бела и прилично дуга. Глава је нешто краћа од гванакове, а уши су нешто дуже. Дужина главе и тела креће се од 1,45 до 1,60 m (око 5 ); висина рамена је од 75 до 85  (око 3 стопе); његова тежина је од 35 до 65  (under 150 ). Она је плен пуме и кулпеа.
Викуња је дивља и живи у крдима од неколико женки са младунцима и једним мужјаком. Тешка је од 35 до 45 килограма. Крзно је светлосмеђе са жућкастоцрвеним оковратником. Вуна јој је на цени због чега је број викуња значајно смањен. Чак је и 1974. године их је остало само 6 хиљада у свету, а данас их има више од 125 хиљада.
Викуња је најмања врста ламе. Новијим генетичким истраживањима је утврђено да од ње потиче алпака, домаћа врста.

## Таксономија и еволуција
Постоје две подврсте викуње:
Док су викуње у модерним временима ограничене на екстремније узвисине Анда, сматра се да су биле присутне и у равничарским регионима Патагоније чак 3500 km јужно од њиховог тренутног распона током касног плеистоцена и раног холоцена. Фосили ових низијских камилида су приписани врсти познатој као Lama gracilis, али генетска и морфолошка анализа између њих и модерне викуње указује да би то двоје могло бити исто.

## Станиште
Живи на планинским пашњацима Анда од југозападне Колумбије до северног Чилеа. Највише викуња има у Перуу. Ретко силази испод 4000 метара надморске висине.

## Конзервација
Да би сарађивале на очувању викуње, владе Боливије и Перуа потписале су Конвенцију о очувању викуње 16. августа 1969. у Ла Пазу, изричито остављајући уговор отвореним за приступање Аргентини и Чилеу. Еквадор је приступио 11. фебруара 1976. Конвенција је забранила међународну трговину викуњом, домаћу експлоатацију викуње и наложила странама да створе резервате и центре за узгој. Наредни споразум, Конвенција о очувању и управљању Викуњом, потписан је између Боливије, Чилеа, Еквадора и Перуа 20. децембра 1979. у Лими. Изричито је дозволио само Аргентини да је потпише ако одлучи је потпише и Конвенцију из Ла Паза из 1969. (члан 12; Аргентина се придружила 1981), и није дозволила другим земљама да приступе конвенцији „због њеног специфичног карактера ' (члан 13). Конвенција из 1979. је дозвољавала употребу викуње под строгим околностима ако се популација животиња довољно опоравила. У комбинацији са CITES-ом (на снази 1975. године), као и трговинским законодавством САД и ЕУ, конвенције су биле изузетно успешне, пошто је популација викуње значајно порасла као резултат.

## Вуна
Вуна је популарна због своје топлине и користи се за одећу као што су чарапе, џемпери, додаци, шалови, капути и одела, као и за покућанске предмете као што су ћебад и покривачи. Њена својства потичу од ситних љускица на шупљим влакнима испуњеним ваздухом. То доводи до тога да се блокирају и заробе изолациони ваздух. Викуње имају нека од најфинијих влакана на свету, пречника 12 μm. Влакно кашмирских коза је 14 до 19 μm, док је ангорског зеца 8 до 12 μm, а шатуша из тибетанске антилопе, или чируа, од 9 до 12 μm.
Тренутно, перуанска влада има систем означавања који идентификује сву одећу која је направљена кроз чаку који је одобрила влада. Ово гарантује да је животиња ухваћена, жива ошишана, враћена у дивљину и да се не може поново шишати током наредне две године. Програм такође обезбеђује да се велики део профита врати мештанима. Међутим, годишње се до 22.500  викуњине вуне се извезе као резултат илегалних активности. Због тога су неке земље забраниле увоз вуне да би спасиле животињу. Постоји ограничен, али растући тренд комерцијалне производње вуне од викуње у заточеништву, уз растућа стада у чилеанским Андима. Биолог Кристијан Боначић изразио је забринутост због могућности оштећења станишта и преношења болести на фармама.
Од јуна 2007. године, цене за тканине од викуње могу да се крећу од 1.800 до 3.000 долара по јарду. Вунени шал од викуње кошта око 1.500 долара. Спортски капут од викуње италијанске кројачке куће Китон коштао је најмање 21.000 долара у 2013.